# Українська католицька церква Святого Духа (Істон, Пенсільванія)
Українська католицька церква Святого Духа —це українська греко-католицька церква, що проводить богослужіння в районі Істон (Пенсільванія) та сусідніх спільнотах.

## Опис
Українська католицька церква Святого Духа була створена у 1921 році, її прихожанами є близько 85 родин з Lehigh Valley.
Церква проводить ряд культурних заходів для фандрейзингу, як-то майстер-класи з розпису писанок, продажі вареників, тощо.
Станом на травень 2020 року, настоятелем церкви є отець Данило Троян.
Адреса — 315 Fourth Street West, Easton, PA 18042-6113.